# Charles January
Charles James Hicks January, Jr. (Contea di Hidalgo, 1º febbraio 1888 – Los Angeles, 26 aprile 1970) è stato un calciatore statunitense, di ruolo centrocampista.
Nel 1904 fece parte della squadra del Christian Brothers College che conquistò la medaglia d'argento nel torneo di calcio dei Giochi della III Olimpiade.
Anche i suoi fratelli John e Tom facevano parte del Christian Brothers College. Sua figlia Lois era un'attrice che ebbe una certa notiorietà negli anni '30.